# Дир (язык)
Дир (также барам дутсе, диир, дра; англ. dir, baram dutse, diir, dra) — чадский язык (или диалект), распространённый в центральных районах Нигерии. Входит в кластер польги группы южные баучи западночадской языковой ветви.
Численность говорящих — около 800 человек (1993). Письменность на идиоме дир отсутствует.

## Классификация

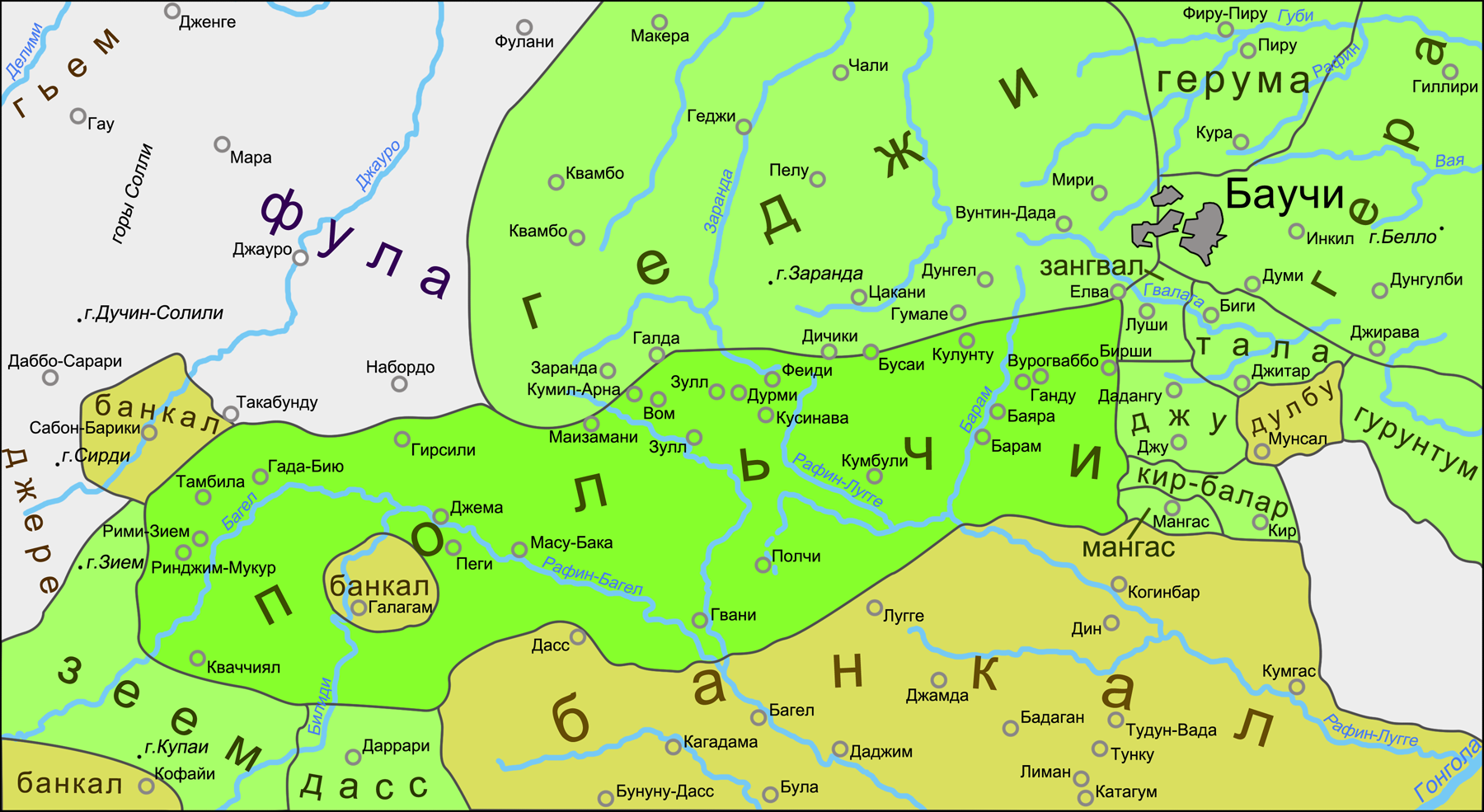
Ареал языков/диалектов польчи

Идиом дир входит в состав кластера польги (или барава, польчи) группы южные баучи подветви баучи-баде западночадской ветви чадской семьи (группа южные баучи также может обозначаться также как группа заар, или группа B3, а подветвь баучи-баде как подветвь B).
Дир и другие идиомы кластера польги в исследованиях разных авторов описываются как диалекты (диалектный пучок) или же как отдельные близкородственные языки. Так, например, в классификации чадских языков, представленной в справочнике языков мира Ethnologue, идиом дир вместе с остальными идиомами кластера польги рассматриваются как диалекты одного языка (название этого языка выбрано по наименованию самого крупного по числу носителей диалекта польги).
Между тем по классификации чадских языков, опубликованной в работах британского лингвиста Роджера Бленча, дир, один из семи идиомов кластера польги, рассматривается как самостоятельный язык. Также как самостоятельные языки вслед за Киёси Симидзу идиомы кластера польги, включая дир, рассматривает французский исследователь Бернар Карон. В одной из работ Бернар Карон предлагает выделять в рамках кластера польги два языка — дир (с диалектами зул, барам и диир) и собственно польчи (польги) (с диалектами були, лундур, польги и лангас, включая лури).

## Языковые особенности
Самостоятельные личные местоимения языка дир:
| Единственное число | Единственное число | Единственное число | Множественное число | Множественное число | Множественное число |
| 1-е лицо           | 2-е лицо           | 3-е лицо           | 1-е лицо            | 2-е лицо            | 3-е лицо            |
| я                  | ты                 | он                 | она                 | оно                 | мы                  |
| ------------------ | ------------------ | ------------------ | ------------------- | ------------------- | ------------------- |
| ám                 | kə́                 | yàx                | mì                  | kə̀n                 | wúrí                |